# Cantonul Hérouville-Saint-Clair
Cantonul Hérouville-Saint-Clair este un canton din arondismentul Caen, departamentul Calvados, regiunea Basse-Normandie, Franța.